# Saharenana
La Saharenana est un fleuve côtier du versant est de Madagascar dans la région Diana. Il se jette dans l'Océan Indien.